# 陳查某

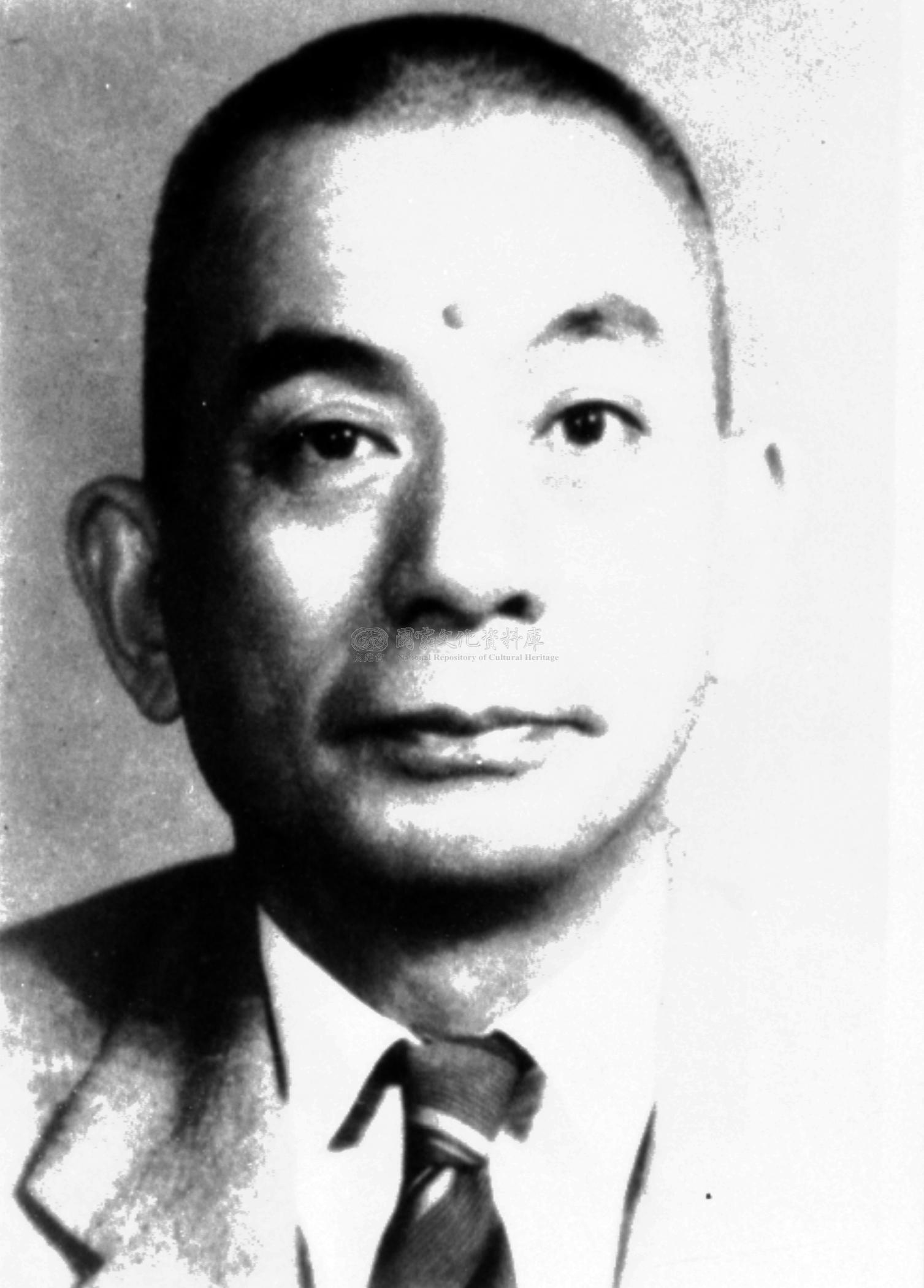
陳查某攝於1966年

陳查某（1897年—1993年8月9日），台灣台北人，男性企業家，是最早將台灣香蕉賣往日本的商人，因此致富，被稱為香蕉大王、青果大王。

## 生平
陳查某生於日本時代的台灣。自幼失學，每日從五股庄搬運蔬果至台北市販賣。20歲時，取得台灣總督府同意，將台灣香蕉合法賣往日本及滿州國，之後致富，曾被列為台灣五大富豪之一。
1959年，參與創建味王。此外也投資航運、保險、廢船解體及建築業等。
1963年，日本開放台灣香蕉進口。陳查某控制青果輸出公會，壟斷台灣青果銷往日本的通路，並在日本成立株式會社，行銷台灣水果。
1993年8月9日過世。

## 家庭
陳查某生有五位子女。其子陳建忠、陳廷忠、陳清忠。其女陳育惠、陳瑞珠。
長子陳建忠，入籍日本，改名穎川建忠，為味王名譽董事長。其妻穎川千穗，生下穎川浩和、穎川欽和、穎川万和、穎川玲華、穎川秀玲。
次子陳廷忠，其妻張麗仙，生下陳隆和。
么子陳清忠，娶前監察委員周百鍊四女周淑華，其子陳弘元於1995年與時任行政院長連戰之女連惠心結婚。

## 下葬爭議
陳查某死後，其子女爆發爭產，其長子陳建忠與長女陳惠育、次女陳瑞珠，一同控告么子陳清忠侵佔家產。陳查某遺體停放在陽明山自宅中四年多無法下葬。2001年開始，國稅局陸續移送法務部行政執行署執行陳查某的土地、股票、上市公司股份、現金及土地徵收補償金，以清償遺產稅；但因其兒、孫輩等共11名繼承人對遺產分配多所爭議，長期無法繳清遺產稅。
1997年，陳查某遺體於臺北縣金山鄉的金寶山景觀墓園內下葬。
歷經19年的遺產紛爭及11年稅金執行，2012年，陳查某家族達成協議，繳清最後一筆遺產稅，結束爭議。